# Suicide de Lucas
Le texte peut changer fréquemment, n’est peut-être pas à jour et peut manquer de recul. 
Le titre et la description de l'acte concerné reposent sur la qualification juridique retenue lors de la rédaction de l'article et peuvent évoluer en même temps que celle-ci.
Le 7 janvier 2023, un adolescent de 13 ans, Lucas Vermard, né le 31 juillet 2009, se suicide à son domicile par pendaison. Ses parents dénoncent un harcèlement homophobe subi au collège. L'affaire suscite l'émotion nationale. Une enquête de police est ouverte,,,,,.
Début juin 2023, le tribunal judiciaire d'Épinal reconnaît quatre adolescents, deux garçons et deux filles, coupables d'un « harcèlement ayant entraîné une ITT inférieure à huit jours » et leur impose une « mise à l’épreuve éducative » à titre provisoire. Mais le 6 novembre 2023, la cour d'appel de Nancy les relaxe : elle avance l'absence d'« effet démontré, sur la santé mentale de Lucas » des propos certes « odieux » tenus en septembre-octobre 2022, et de « lien de causalité » avec son suicide. Le 13 novembre 2023, la famille de Lucas et le parquet général de Nancy se pourvoient en cassation contre cette décision. L'examen du pourvoi en cassation est prévu pour l'été 2025.
Le 10 décembre 2023, une enquête de Mediapart révèle que l'enquête administrative n'a pas eu lieu et que d'autres faits de harcèlement ont eu lieu. Cette enquête est relancée par Nicole Belloubet en 2024. En décembre 2024, l'enquête se termine et confirme la situation de harcèlement.
Cette tragédie a très librement inspiré la réalisatrice Cheyenne Carron pour une des scènes de son film Que notre joie demeure sortie en 2024 via le personnage de Lucas Gambert. Elle a décrit ladite scène comme un hommage à ce garçon.
Le 8 janvier 2025, Séverine Vermard, la maman de Lucas, publie un livre sur son fils "Lucas symbole malgré lui", aux Éditions Harper Collins.